# Des Vicari
Des Vicari es un cultivar de higuera de tipo higo común Ficus carica, unífera (con una sola cosecha por temporada, los higos de otoño), con higos de epidermis con color de fondo negro azulado con sobre color negro rojizo, presenta una serie de manchas en forma de puntos blancos visibles a simple vista. Se cultiva en la colección de higueras de Montserrat Pons i Boscana en Llucmajor, Islas Baleares.

## Sinonimia
- “sin sinónimo”,[4][6][7]

## Historia
Actualmente la cultiva en su colección de higueras baleares Montserrat Pons i Boscana, rescatada de un ejemplar o higuera madre cultivada y ubicada en el predio "son Verí" junto a San Marcial en el término de Marrachí. El esqueje fue suministrado por Antoni Cañellas i Dumas ("es Marqués") gran entendido de las higueras en aquellos alrededores.
La variedad 'Des Vicari' (Vicari:Vicario, en catalán), esta variedad es desconocida y poco cultivada en las Islas Baleares. Prácticamente solo se conoce en el lugar donde está cultivado, dándole el nombre de es Vicari al ser la higuera cosecha exclusiva del sacerdote de Sant Marçal muchos años atrás.

## Características
La higuera 'Des Vicari' es una variedad unífera de tipo higo común. Árbol de vigorosidad elevada, copa altiva y espesa de follaje, y de ramaje compacto muy estirado, con poca emisión de rebrotes. Sus hojas son de 3 lóbulos en su mayoría (60-70%), y de 1 lóbulo. Sus hojas con dientes presentes márgenes serrados, con ángulo peciolar entre recto y agudo. 'Des Vicari' tiene poco desprendimiento de higos, con un rendimiento productivo elevado y largo periodo de cosecha. La yema apical cónica de color verde amarillento.
Los frutos de la higuera 'Des Vicari' son higos de un tamaño de longitud x anchura:36 x 44mm, con forma esférica, que presentan unos frutos medianos-grandes, simétricos en la forma, uniformes en las dimensiones, de unos 28,460 gramos en promedio, cuya epidermis es de un grosor mediano, de consistencia fuerte y fina al tacto, color de fondo negro azulado con sobre color negro rojizo, presenta una serie de manchas en forma de puntos blancos visibles a simple vista. Ostiolo de 0 a 2 mm con escamas pequeñas negras. Pedúnculo de 2 a 5 mm cilíndrico verde oscuro. Grietas ausentes. Costillas marcadas. Con un ºBrix (grado de azúcar) de 24 de sabor dulce y sabroso, con color de la pulpa rojo vivo. Con cavidad interna pequeña o ausente, con abundantes aquenios medianos. Los frutos maduran con un inicio de maduración de los higos sobre el 24 de agosto al 10 de octubre. Cosecha con rendimiento productivo elevado y largo periodo de cosecha.
Se usa en fresco en alimentación humana, y tanto fresco como seco en alimentación animal. Difícil abscisión del pedúnculo y poca facilidad de pelado. Buena resistencia a las lluvias, a la apertura del ostiolo, y al transporte. Mediana susceptibilidad al desprendimiento.

## Cultivo
'Des Vicari', se utiliza en fresco y en seco, y para alimentación de ganado porcino y ovino. Se está intentando recuperar de ejemplares cultivados en la colección de higueras baleares de Montserrat Pons i Boscana en Llucmajor.